# Коїгі-Ярв
Коїгі-Ярв (ест. Koigi järv, інші назви ест. Koigi Suurjärv) — озеро в Естонії, що розташоване на острові Сааремаа, у волості Лаймяла. Входить до складу групи озер Коїгі.